# Via Roma (Genova)
Via Roma è una delle principali strade della città di Genova, su cui si affacciano importanti palazzi ottocenteschi e il cinquecentesco Palazzo Doria-Spinola.

## Storia
La via, realizzata tra il 1866 e il 1877 insieme alla parallela Galleria Mazzini, fungeva da connessione tra via Assarotti e la parte finale di via Carlo Felice (a partire dal dopoguerra via 25 Aprile), edificate alcuni decenni prima, creando un collegamento diretto tra il quartiere di Castelletto e il centro.
Nell'ambito dei lavori di realizzazione della via, della galleria e degli edifici adiacenti, si sbancarono parte della collina di Piccapietra e parte della spianata dell'Acquasola. Partendo alle spalle del Teatro Carlo Felice (la cui costruzione era terminata nel 1828) a salire, si demolirono la chiesa e il convento di San Sebastiano, il conservatorio di San Giuseppe e l'oratorio di San Giacomo delle Fucine. In salita di Santa Caterina, che collega la parte superiore di via Roma con Piazza delle Fontane Marose, venne demolito un ponte a sifone dell'acquedotto medioevale.

## Descrizione
La strada, a senso unico, è dotata di due corsie ascendenti, una delle quali dedicata ai soli mezzi pubblici. È sede dei più noti storici negozi di abbigliamento della città, nonché delle griffe internazionali.
Sulla via si affaccia il cinquecentesco Palazzo Doria-Spinola, sede della Provincia e della Prefettura, che fu mutilato dello spigolo destro per far spazio alla costruzione dell'arteria viaria.
In occasione del G8 di Genova è stata soggetta a una significativa riqualificazione.

## Galleria d'immagini

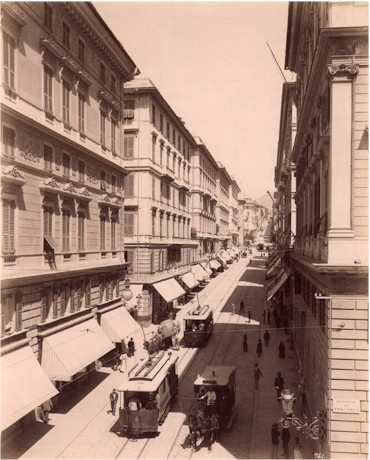
Via Roma nella seconda metà del XIX secolo, in una foto di Alfred Noack
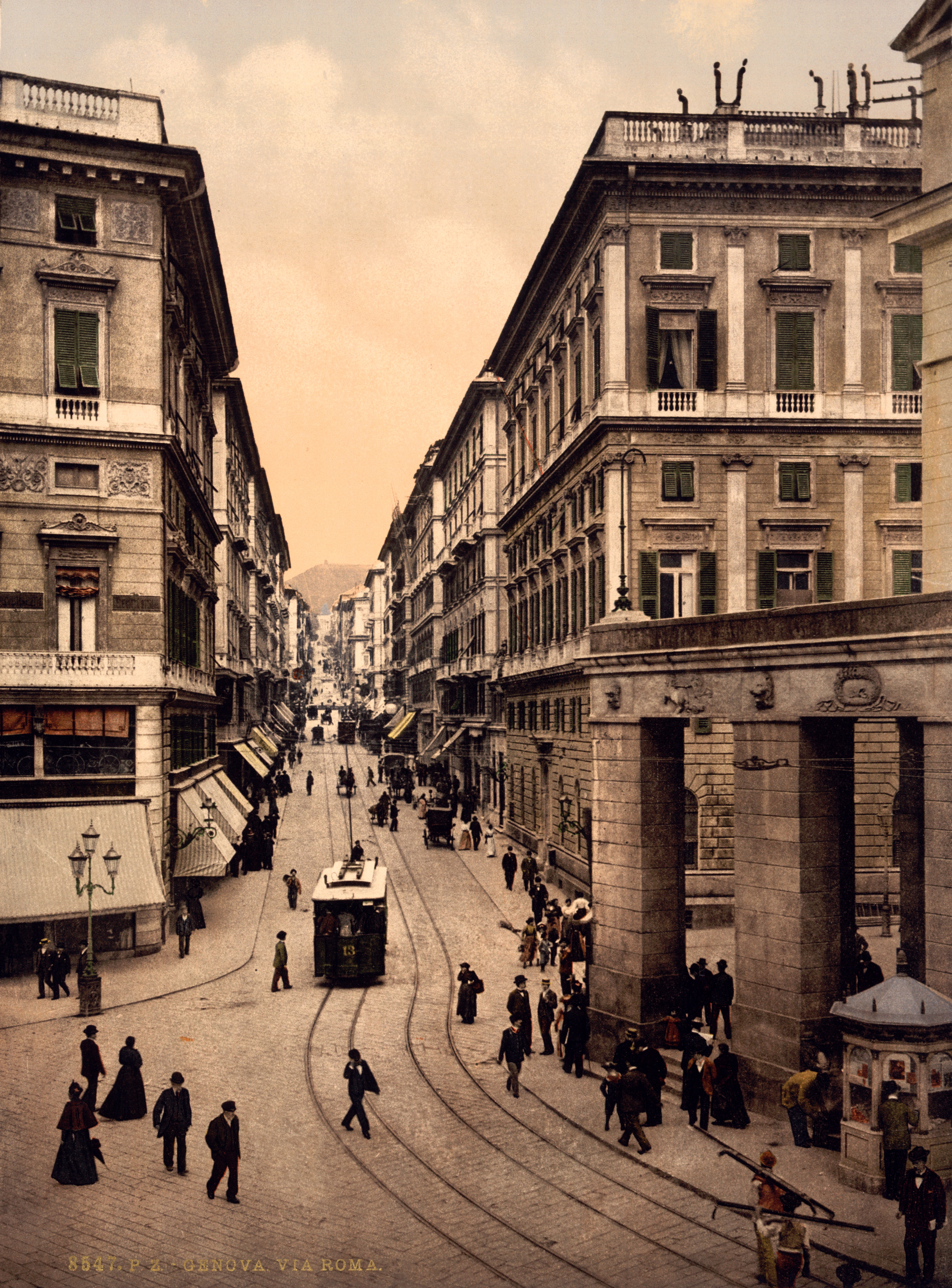
L'imboccatura della strada, fine XIX secolo. Il colonnato che si nota sulla destra appartiene alla struttura del Teatro Carlo Felice
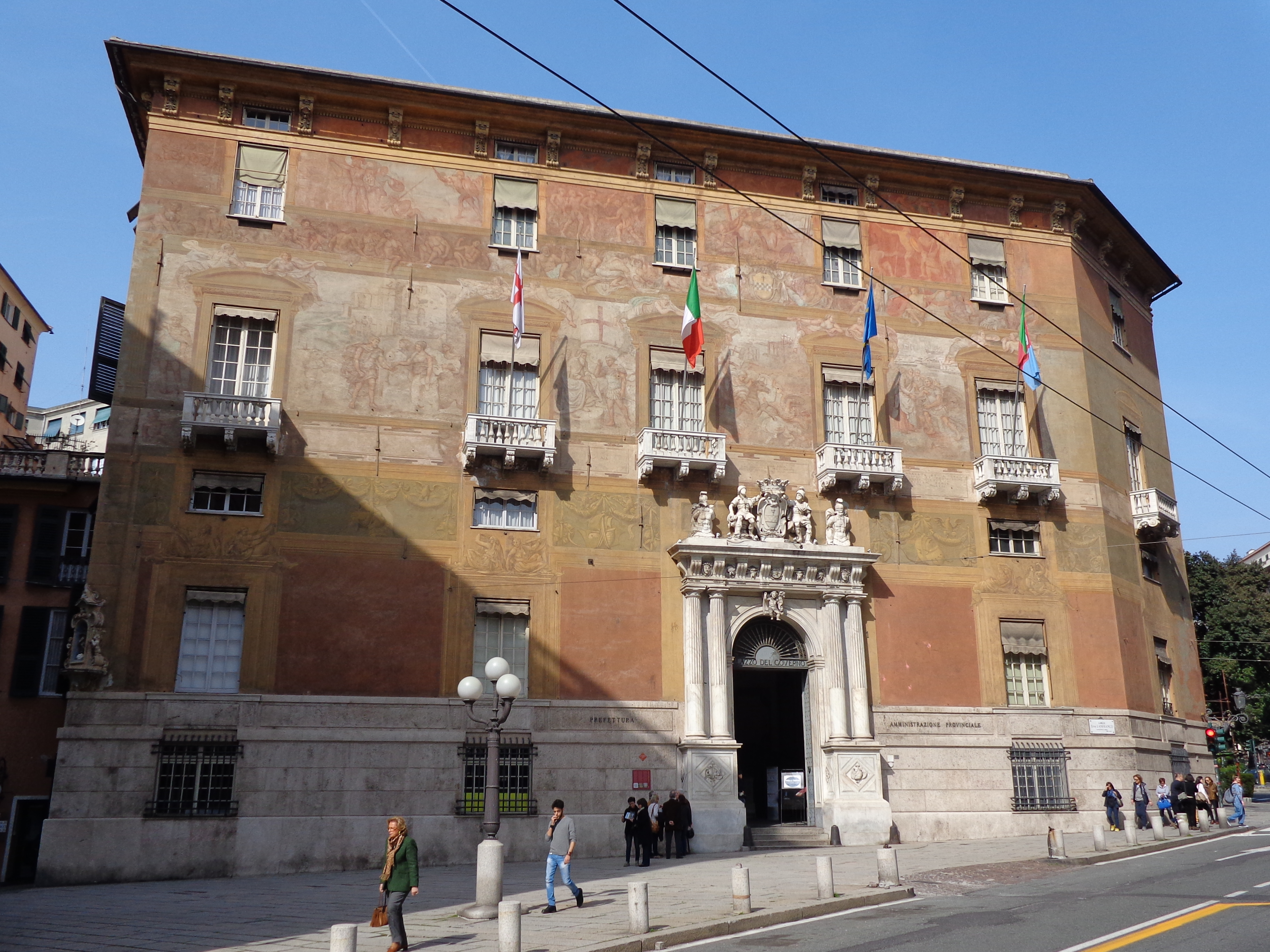
Palazzo Antonio Doria, che si affaccia sulla via, nei pressi di Piazza Corvetto. L'edificio ha subito pesanti modifiche per permettere la costruzione della strada
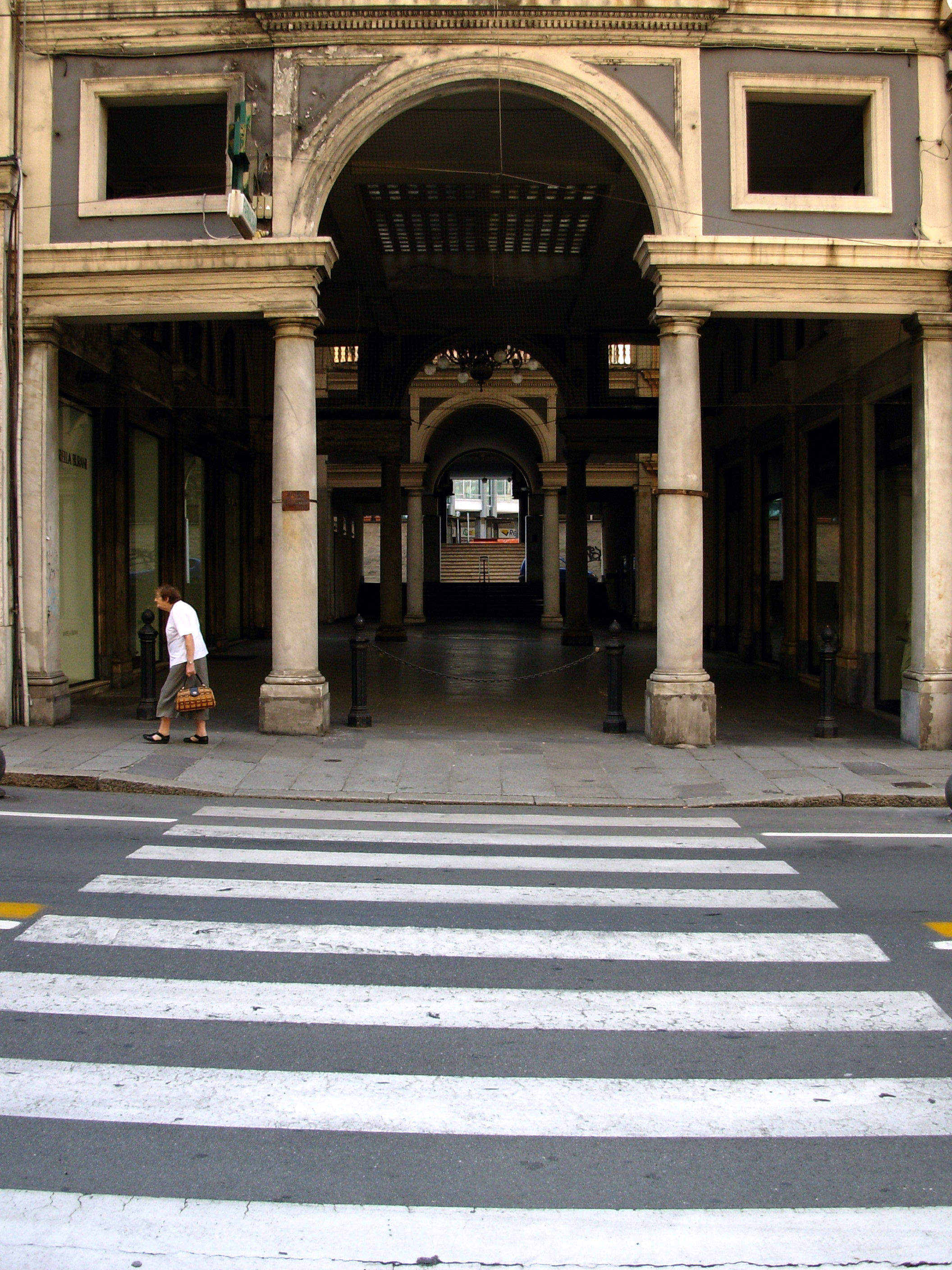
Ingresso laterale di galleria Mazzini, presente in via Roma
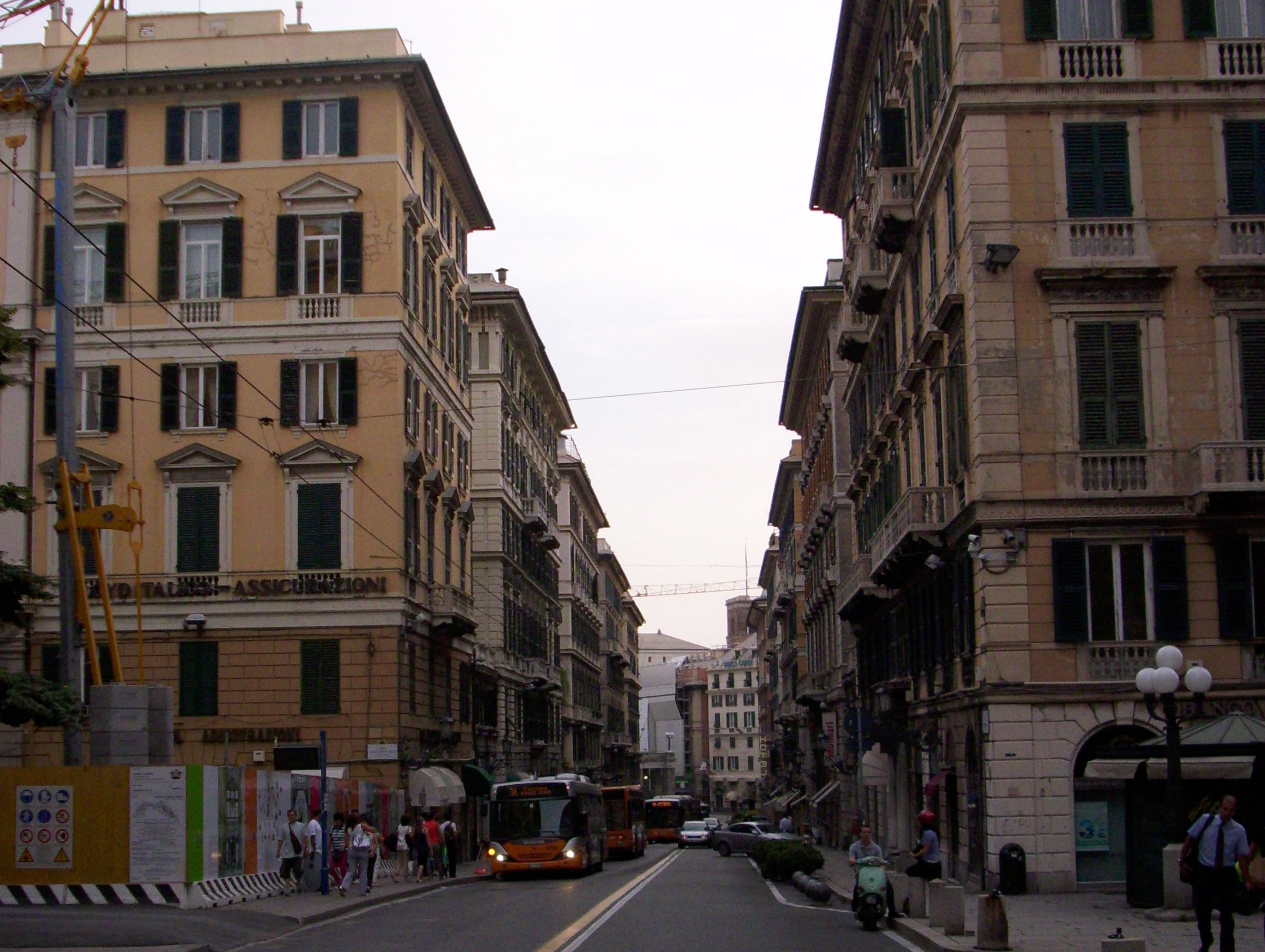
Via Roma nel 2009, vista da monte verso mare